# Kawasaki H2R
La Kawasaki Ninja H2 es una motocicleta superdeportiva de cuatro tiempos sobrealimentada de la serie de motos deportivas Ninja fabricada por Kawasaki, que cuenta con un sobrealimentador centrífugo de velocidad variable.
Su homónimo es la Kawasaki H2 Mach IV de 750 cc, una triple en línea que fue introducida por Kawasaki en 1972 para "interrumpir lo que veía como un mercado de motocicletas dormido". 
La Ninja H2R es una motocicleta sólo de pista  de 310 caballos de fuerza (230 kW) y 326 caballos de fuerza (243 kW) con aire ram, dando en esta configuración una velocidad máxima de entre 370 km/h y 400 km/h. La H2R tiene un 50 % más de potencia que las motocicletas de calle más rápidas , [ ¿cuáles? ] mientras que el Ninja H2, legal en la calle, tiene una potencia inferior de 200 hp (150 kW) –210 hp (160 kW) con aire ram. 

## Diseño
Kawasaki seleccionó la plataformaliterbike para su modelo Ninja H2 de gama alta, en lugar de continuar con la hiperbike Ninja ZX-14 de mayor cilindrada. Kevin Cameron de Cycle World explicó que la clase de las bicicletas de un litro es "el centro del mercado de alto rendimiento", atrayendo el mejor desarrollo en las carreras, con el mejor diseño de chasis y suspensión, por lo que tenía sentido que Kawasaki creara una máquina que pudiera aprovechar esto. 
La H2 es la primera motocicleta de producción con sobrealimentador, aunque a principios de la década de 1980 había turbocompresores disponibles en algunos modelos .
Las especificaciones en el cuadro de información son de Kawasaki a menos que se indique lo contrario. 

### Producción
El Ninja H2 legal para la calle tiene espejos en lugar de los alerones del H2R exclusivo para pista, y paneles de carrocería de plástico en lugar de los paneles de fibra de carbono del H2R , pero existe la versión de carbono H2 que los tiene en carbono. Se dice que el H2, legal en la calle, genera 200 caballos de fuerza (150 kW), probablemente con un impulso de sobrealimentador reducido en comparación con el H2R. El H2 y el H2R comparten el sobrealimentador (con un nivel de impulso más bajo en el H2) y muchos otros componentes, con la excepción de la junta de culata , el perfil de la leva y la sincronización con mapeo de la ECU, el sistema de escape y el embrague (el embrague del H2R). tiene dos placas adicionales). 
Para 2019, Kawasaki fabricó un modelo de edición limitada con 126 unidades producidas en todo el mundo: la Kawasaki Ninja H2 Carbon, numerada individualmente, con pintura especial y capó superior de fibra de carbono. Para 2017, también se actualizó el Ninja H2 estándar.
Para 2018, Kawasaki fabricó una nueva versión sport touring del H2, el Kawasaki H2 SX , con un peso húmedo declarado de 256,1 kg (564,5 lb). Las características que son opciones en el modelo base H2 SX vienen de serie en la Kawasaki H2 SX SE, que tiene un peso húmedo declarado de 260,0 kg (573,3 lb). Tiene cuerpos de mariposa,árboles de,cigüeñal,pistones,cilindrosyculata, así como un nuevosistema de escapedestinado a aumentar elpar. También se rediseñaron el sistema de admisión y el impulsor del sobrealimentador. Un nuevo tanque de combustible más grande, un subchasis enrejado trasero y alforjas aumentan el peso de la bicicleta en 19 libras (8,6 kg).
Para 2019, el H2 recibió una actualización con un 769% más de potencia gracias a actualizaciones en la admisión, las bujías, la ECU y el filtro de aire, entre otros componentes. También se agregó un nuevo esquema de iluminación LED y una capa superior de pintura especial que, según se afirma, es autocurativa y capaz de suavizar pequeños rayones en condiciones más cálidas. También fueron nuevas las pinzas Brembo Stylema más ligeras y pequeñas, un nuevo tablero TFT y conectividad para teléfonos inteligentes que proporciona información sobre la ruta del GPS, la velocidad, las RPM, la marcha actual, el consumo de combustible, el nivel de combustible y el odómetro. Además, la Ninja H2 SX SE+ 2019 cuenta con suspensión controlada electrónicamente.

### Motor y sobrealimentador
El motor del H2 es un 16 válvulas, 4 cilindros en línea de 998 cc (60,9 pulgadas cúbicas) , doble árbol de levas en cabeza y un sobrealimentador centrífugo de dos velocidades . 
El sobrealimentador es impulsado por una serie de engranajes y ejes que conectan el volante a una transmisión planetaria , y finalmente hace girar un eje de dos velocidades accionado por garras unido al impulsor . El control del acelerador es electrónico . Un sobrealimentador centrífugo tiene la ventaja de generar menos calor que otros diseños, especialmente los sobrealimentadores de tipo espiral o de tornillo . Sin un intercooler (del que carece el H2), el exceso de calor en la carga de admisión puede causar un preencendido que puede dañar o destruir el motor.

### Ayudas electrónicas
Las ayudas electrónicas para el conductor incluyen un sistema de frenos antibloqueo (ABS), control de tracción Kawasaki (KTRC), control de freno del motor Kawasaki (KEBC), un cambio rápido Kawasaki (KQS), un amortiguador de dirección electrónico (ESD) y el modo de control de lanzamiento Kawasaki. (KLCM). 

### Aerodinámica
|  | Esta sección necesita ser actualizada . La razón dada es: La descripción de la aerodinámica del H2R es hipotética. Ayude a actualizar este artículo para reflejar eventos recientes o información recientemente disponible. ( agosto de 2022 ) |

El carenado delantero del Ninja H2R incorpora alerones fabricados en fibra de carbono , al igual que el resto de la carrocería exclusiva del H2R. Pueden ser dispositivos aerodinámicos diseñados para crear una zona de baja presión para ayudar a mover el aire de refrigeración a través del compartimento del motor, para producir carga aerodinámica a alta velocidad, o para proporcionar estabilidad en línea recta en un corto tiempo. Chasis de moto deportiva con distancia entre ejes . 

### Chasis
El H2 y el H2R tienen un bastidor tubular de acero de pared delgada y un basculante de un solo lado , con una distancia entre ejes de moto deportiva tradicional de 1450 mm (57 pulgadas). 
Al explicar las ventajas del enfoque de Kawasaki para explotar la aerodinámica en lugar de alargar la distancia entre ejes, el sudafricano Dave Abrahams dijo: "Es fácil incorporar estabilidad en una máquina de aceleración fuerte con una distancia entre ejes larga... pero Kawasaki quería una máquina para los días en pista. , uno que también recorriera las esquinas." Las motocicletas de alta velocidad suelen tener distancias entre ejes largas. El basculante extendido añade longitud adicional en una motocicleta de arrastre típica , y una típica aerodinámica con récord de velocidad en tierra tiene una distancia entre ejes de metros de largo (3,7 metros para el poseedor del récord actual, Ack Attack ).

## Anuncios y análisis del motor previo a Intermot
El H2 fue anunciado por Kawasaki en una campaña teaser a finales de 2014 , y se esperaba que fuera revelado por completo en la feria de motocicletas Intermot ese mismo año. Antes de que Kawasaki publicara todos los detalles, varios observadores de la industria pensaban que el motor 4 en línea sobrealimentado era idéntico o estaba estrechamente relacionado con un 4 en línea de casi 1.000 cc con un sobrealimentador centrífugo exhibido por Kawasaki en la Exposición Universal de 2013. Salón del Automóvil de Tokio . 
Cameron publicó un análisis que muestra que un motor de esa cilindrada, ligeramente impulsado a 5 psi (34 kPa), generaría 203 caballos de fuerza (151 kW), más que el del líder actual de Kawasaki, el de 191,7 caballos de fuerza (143,0 kW) [43 ZX-14 (las cifras de caballos de fuerza se expresan en la rueda trasera). El mismo motor generaría 257 caballos de fuerza (192 kW) con 10 psi (69 kPa) de presión. Su análisis incluyó una discusión sobre los beneficios de un sobrealimentador de dos velocidades para una entrega de potencia más lineal (a diferencia de las intratables motos turbo japonesas de la década de 1980 que sufrían de retraso del turbo ). Cameron también dijo que los documentos de patente de Kawasaki sugerían que el motor dependería del enfriamiento por evaporación.utilizando inyección de combustible en el puerto, en lugar de un voluminoso intercooler . 
Kawasaki afirmó que el modelo 2013 tenía el primer sobrealimentador diseñado por un fabricante de motocicletas. En 2013, los periodistas dijeron que el motor podría impulsar la motocicleta deportiva [Ninja] ZX-14R de "próxima generación". Los periodistas también señalaron que Kawasaki ya tiene un motor de producción de cuatro cilindros en línea sobrealimentado (aunque con intercooler ) que impulsa la moto acuática Jet Ski Ultra 300X . 

## Anuncio de producción
En la feria de motocicletas Intermot 2014 el 30 de septiembre de 2014, Kawasaki anunció que se produciría un modelo Ninja H2R exclusivo para carreras además de la Ninja H2 legal para la calle, que se revelaría por completo en la feria EICMA en noviembre. La bicicleta se mostró por primera vez en América del Norte en la feria AIMExpo en Orlando, Florida, en octubre de 2014. 
Según los detalles que Kawasaki hizo públicos sobre el motor del H2 en Intermot, se confirmó que era un motor de cuatro en línea de 998 cc con sobrealimentador, que produce 300 caballos de fuerza (220 kW) en la variante H2R exclusiva para pista, que sigue siendo, con diferencia, la mejor calificada. Motor jamás visto en cualquier motocicleta de producción en fábrica (un 50% más que su competidor más cercano, la BMW S1000RR ). 

### Recepción
La cobertura de la prensa mundial, tanto antes como después de Intermot, fue extensa.
Antes de la revelación completa de la H2R, las reacciones tendían a enfatizar la reintroducción de la inducción forzada en el mercado de las motocicletas , con titulares como "Salve la nueva era sobrealimentada" ( Autoevolution ), "Supercharged Ninja inminente" ( Motor Cycle News ), "La nueva moto deportiva Kawasaki utilizará un motor sobrealimentado de 1000 cc" (Visordown (Reino Unido)), "Kawasaki descubre oficialmente el sobrealimentador Ninja H2" ( Cycle Online (Australia)), "Kawasaki Ninja H2: Cómo funciona el sobrealimentador obras" ( Motociclismo ), y "Superbike H2 de Kawasaki: una mirada técnica a la próxima superbike sobrealimentada de Kawasaki" ( Cycle World ). 
Después de la presentación, antes de que se permitieran las pruebas, la cobertura se centró tanto en el estilo inusual de la motocicleta como en su potencia que sentó precedentes. Tanto la industria como la prensa general dijeron que la máquina "golpeará la escena de las superdeportivas con un martillo de vapor " ( Der Tagesspiegel ), "aplastará la clase de superbikes" (Gizmag), es "un punto de inflexión" ( Autoevolución), "un salto cuántico hacia el futuro que redefine la forma en que vemos las motocicletas" (Periódicos Independientes), y "el cartel de la locura de las dos ruedas... tan extremo que es difícil de comprender" ( Carretera y pista ),Motor Cycle News ) e incluso "ridículo" ( Bloomberg Businessweek ). 
Cycle World y Motor Cycle News comentaron cómo Kawasaki había reclamado el segmento alto del mercado con el H2, superando un mercado estancado (al menos de los cuatro grandes fabricantes japoneses) lleno de motos deportivas de corte estándar y de entrada de bajo precio. bicicletas de nivel, y había configurado el H2 como un modelo halo para toda la marca. Cameron dijo: "Cuando miramos la cosecha actual de miles, todos datan de antes de nuestra actual 'recesión', y lo poco que ha llegado en forma de nuevos productos ha buscado complacer al 'nuevo comprador', en su mayoría imaginario, con delicias de baja tecnología. ". Destacando la capacidad de Kawasaki para crear un producto que aproveche la experiencia en diseño de tecnología aerodinámica, de turbinas y de motores de todo el mundo.Conglomerado Kawasaki Heavy Industries (llamado "vasto complejo industrial" por Sport Rider ), un artículo sin firmar de Motor Cycle News decía: "El H2R que ves aquí es el pináculo de lo que Kawasaki puede hacer... Este es el halo de la empresa". producto, y cada elemento es Kawasaki en su máxima expresión, desde el motor y el desarrollo aerodinámico, hasta la pintura cromada negra con acabado de espejo desarrollada especialmente para este modelo". 
Algunos analistas notaron características extrañas del modelo H2R supuestamente exclusivo para pistas. Aunque está equipado con neumáticos lisos de carreras y carece de muchas características requeridas en un vehículo legal para circular en la mayoría de las jurisdicciones, como faros, espejos retrovisores y señales de giro visibles desde el frente o los costados, también tiene características que son inusuales o están ausentes en bicicletas de pista pura, como una cerradura de encendido y una luz trasera LED.

## Intentos de récord de velocidad

### H2
Cycle World registró un1/4-Tiempo de milla de 9,62 segundos. @ 152,01 mph (244,64 km/h) con una aceleración de 0 a 60 mph en 2,6 segundos y una velocidad máxima de 183 mph (295 km/h). Kent Kunitsugu, editor de la revista Sport Rider, compitiendo en un evento de carreras de velocidad terrestre en Mojave, California, en el aeródromo Mojave Air and Space Port en las carreras de velocidad terrestre Mojave Magnum, tomó un Ninja H2 con solo unos pocos pernos. -En piezas de alto rendimiento, agregó más de 70 caballos de fuerza y alcanzó una velocidad máxima de 226,9 mph (365,2 km/h). 
El 12 de agosto de 2018, el piloto Shigeru Yamashita, con un equipo no oficial de empleados de Kawasaki (conocido como Equipo 38), estableció un récord de velocidad de 202,743 mph (326,28 km/h) en la Asociación de Cronometraje del Sur de California (SCTA) P- Clase PB 1000 para motocicletas sobrealimentadas de producción de cilindrada inferior a 1000 cc con modificaciones limitadas en el Bonneville Speedway . El 15 de agosto, Yamashita rompió su propio récord con una nueva velocidad de 209,442 mph (337,06 km/h). 

### H2R

#### 2015
En junio de 2015, el competidor de carreras TT James Hillier montó una Kawasaki H2R alrededor del circuito TT de 37 3 ⁄ 4 millas como una vuelta de demostración entre carreras a velocidades cercanas a las de carrera, usando neumáticos lisos normales de carrera de Superbike , lo que llevó a un récord TT de la velocidad máxima más alta alcanzada en la Isla de Man por una motocicleta. La velocidad máxima de "más de 206 mph" (332 km/h) en la recta Sulby se registró en la aplicación personal para teléfonos inteligentes Strava GPS de Hillier para ciclistas. 

#### 2016
El 30 de junio de 2016, Kenan Sofuoğlu, cinco veces campeón del mundo de carreras de circuito de Supersport, hizo un intento de velocidad máxima. Kawasaki suministró una H2R original aumentada solo con neumáticos especiales desarrollados por Pirelli para el intento de velocidad máxima para soportar velocidades extremadamente altas, y la motocicleta se suministró con combustible de carrera. Sofuoglu también recibió un traje de cuero especial de una sola pieza para mejorar la aerodinámica para su intento de récord. 
Este intento, con la presencia del presidente turco, se realizó a través del entonces recién terminado Puente Osman Gazi, en ese momento era el cuarto más largo del mundo con poco más de una milla y media. Kawasaki citó la velocidad máxima del H2R en 380 kilómetros por hora (240 mph). Después de entrenar y prepararse durante cuatro meses, una grabación de vídeo de la pantalla del tablero de la bicicleta afirmó una velocidad de 400 kilómetros por hora (250 mph) en sólo 26 segundos.
La velocidad no fue confirmada oficialmente ni verificada de forma independiente. No se utilizaron sensores ópticos de punto fijo para cálculos de distancia/velocidad, cronómetros o dispositivos portátiles, y posteriormente con un cálculo teórico, de la distancia que recorrió en 26 segundos en la carretera de 8,799 pies de largo (2,682 m) puente. Cameron había calculado dos años antes que con el cambio adecuado, la potencia del motor del H2R teóricamente podría superar la resistencia aerodinámica de hasta 250 a 480 millas por hora (400 a 770 km/h)